# Э (слово ћирилице)
Э э (Э э; курзив: Э э) (IPA: [е], [ɛ]); познато и као уназад Је, од руског јe оборотное (јē оборотноје), [ˈјɛ ɐбɐˈротнәјә]) је слово које се налази у три словенска језика: руском, белоруском и западнопољском. Представља самогласнике [е] и [ɛ], као е у речи "уредник".
У другим словенским језицима који употребљавају ћирилично писмо, гласови су представљени (Э э), што у руском и белоруском језику представља [је] у почетној и поствокалској позицији или [е] и палатализира претходни сугласник. Ово писмо веома личи и не треба га мешати са старијим ћириличним словом украјинског Є (Є є), коja је обрнута верзија слова Э (Э э).
У ћириличном молдавском, који се употребљавао у Молдавској ССР током Совјетског Савеза и и даље се употребљава у Придњестровљу, слово одговара у латиничном румунском писму и фонеми [ә]. Такође се употребљава у ћириличном писму којим се служе монголски и многи уралски, кавкаски и туркијски језици бившег Совјетског Савеза.

## Рачунарски кодови
| Знак                      | Э                         | Э                         | э                       | э                       |
| ------------------------- | ------------------------- | ------------------------- | ----------------------- | ----------------------- |
| Назив у Уникоду           | CYRILLIC CAPITAL LETTER E | CYRILLIC CAPITAL LETTER E | CYRILLIC SMALL LETTER E | CYRILLIC SMALL LETTER E |
| Врста кодирања            | децимална                 | хексадецимална            | децимална               | хексадецимална          |
| Уникод                    | 1069                      | U+042D                    | 1101                    | U+044D                  |
| UTF-8                     | 208 173                   | D0 AD                     | 209 141                 | D1 8D                   |
| Нумеричка референца знака | &#1069;                   | &#x42D;                   | &#1101;                 | &#x44D;                 |
| KOI8-R and KOI8-U         | 252                       | FC                        | 220                     | DC                      |
| Code page 855             | 248                       | F8                        | 247                     | F7                      |
| Code page 866             | 157                       | 9D                        | 237                     | ED                      |
| Windows-1251              | 221                       | DD                        | 253                     | FD                      |
| ISO-8859-5                | 205                       | CD                        | 237                     | ED                      |
| Macintosh Cyrillic        | 157                       | 9D                        | 253                     | FD                      |